# Marcel Burkhard
Marcel Burkhard (ur. 27 grudnia 1951) – szwajcarski judoka. Dwukrotny olimpijczyk. Zajął trzynaste miejsce w Monachium 1972 i Moskwie 1980. Walczył w wadze lekkiej i ekstralekkiej.
Uczestnik mistrzostw świata w 1973, 1975 i 1979 roku. Uczestnik turniejów międzynarodowych.

## Letnie Igrzyska Olimpijskie 1972
| Konkurencja | Eliminacje         | Eliminacje                    | Klas. końcowa |
| Konkurencja | Przeciwnik I       | Przeciwnik II                 | Miejsce       |
| ----------- | ------------------ | ----------------------------- | ------------- |
| 63 kg       | Iwan Blijd (SUR) Z | Bachaawaagijn Bujadaa (MGL) P | 13.           |

## Letnie Igrzyska Olimpijskie 1980
| Konkurencja | Eliminacje   | Eliminacje             | Klas. końcowa |
| Konkurencja | Przeciwnik I | Przeciwnik II          | Miejsce       |
| ----------- | ------------ | ---------------------- | ------------- |
| 60 kg       | wolny los Z  | Pavel Petřikov (TCH) P | 13.           |